# Filmes de 1946 da Paramount Pictures
Em 1946, a Paramount Pictures lançou um total de dezenove filmes.

## Destaques
As produções mais significativas foram:
- The Blue Dahlia, clássico noir com roteiro (de Raymond Chandler) tenso e enxuto, tornou-se o terceiro êxito de bilheteria da dupla Alan Ladd e Veronica Lake
- Blue Skies, musical que mistura drama e comédia,  marcou a nova reunião de Bing Crosby, Fred Astaire e Irving Berlin, resultando no maior sucesso do ano para o estúdio
- Monsieur Beaucaire, luxuosa comédia de época sobre as aventuras de um barbeiro na corte do rei Luís XV, outro grande sucesso de Bob Hope e do diretor  George Marshall
- O.S.S., drama de guerra bastante realista, estrelado por Alan Ladd, mostra as atividades de espionagem do OSS, o embrião da CIA, durante a Segunda Guerra Mundial
- The Strange Love of Martha Ivers, noir onde não faltam assassinatos, chantagens e traições, com Barbara Stanwick fazendo uma mulher má até melhor que Bette Davis[1]
- To Each His Own, melodrama lacrimoso que agradou principalmente ao público feminino, deu o primeiro Oscar de Melhor Atriz para o estúdio (Olivia de Havilland)

## Prêmios Oscar
Décima nona cerimônia, com os filmes exibidos em Los Angeles em 1946:
| Filme                            | Indicações                                               | Premiações   |
| -------------------------------- | -------------------------------------------------------- | ------------ |
| The Blue Dahlia                  | Roteiro Original                                         | ---          |
| Blue Skies                       | Canção Trilha Sonora (filme musical)                     | ---          |
| College Queen                    | Curta-Metragem em Live Action (2 bobinas)                | ---          |
| Dive-Hi Champs                   | Curta-Metragem em Live Action (1 bobina)                 | ---          |
| John Henry and the Ink Poo       | Curta-Metragem de Animação                               | ---          |
| Kitty (produção de 1945)         | Direção de Arte/Decoração de Interiores (preto e branco) | ---          |
| The Road to Utopia               | Roteiro Original                                         | ---          |
| The Strange Love of Martha Ivers | História Original                                        | ---          |
| To Each His Own                  | Melhor Atriz (Olivia de Havilland) História Original     | Melhor Atriz |

### Prêmios Especiais ou Técnicos
- Ernst Lubitsch: Oscar Especial, "por suas grandes contribuições à arte cinematográfica"[2]
- Harlan L. Baumbach e o Laboratório da Costa Oeste da Paramount: Prêmio Científico ou Técnico (Classe III - Certificado de Menção Honrosa), "pelo novo e aperfeiçoado método de determinação de quantidade de hidroquinona e metol nos banhos de revelação fotográfica"[2]

## Os filmes de 1946
| Título original                  | Título PT/BR            | Título PT/PT                    | Astros                             | Diretor          |
| -------------------------------- | ----------------------- | ------------------------------- | ---------------------------------- | ---------------- |
| The Blue Dahlia                  | A Dália Azul            |                                 | Alan Ladd, Veronica Lake           | George Marshall  |
| Blue Skies                       | Romance Inacabado       | Céu Doirado                     | Bing Crosby, Fred Astaire          | Stuart Heisler   |
| The Bride Wore Boots             | Duelo Romântico         |                                 | Barbara Stanwick, Robert Cummings  | Irving Pichel    |
| California                       | Califórnia              | Califórnia                      | Barbara Stanwick, Ray Milland      | John Farrow      |
| Cross My Heart                   | A Mentirosa             | A Mentirosa                     | Betty Hutton, Sonny Tufts          | John Berry       |
| Hot Cargo                        | Vingança de Morte       |                                 | William Gargan, Jean Rogers        | Lew Landers      |
| Monsieur Beaucaire               | Monsieur Beaucaire      | Monsieur Beaucaire              | Bob Hope, Joan Caulfield           | George Marshall  |
| O.S.S.                           | Sob o Manto Tenebroso   | O.S.S.                          | Alan Ladd, Geraldine Fitzgerald    | Irving Pichel    |
| Our Hearts Were Growing Up       | Mocidade em Flor        |                                 | Gail Russell, Diana Lynn           | William Russell  |
| People Are Funny                 |                         |                                 | Jack Haley, Helen Walker           | Sam White        |
| The Perfect Marriage             | Ainda Vive o Nosso Amor |                                 | Loretta Young, David Niven         | Lewis Allen      |
| The Searching Wind               | A Esperança Não Morre   |                                 | Robert Young, Sylvia Sidney        | William Dieterle |
| The Strange Love of Martha Ivers | O Tempo Não Apaga       | O Estranho Amor de Martha Ivers | Barbara Stanwick, Van Heflin       | Lewis Milestone  |
| Swamp Fire                       | Chamas do Ódio          |                                 | Johnny Weissmuller, Virginia Grey  | William Pine     |
| They Made Me a Killer            | Algemas do Destino      |                                 | Robert Lowery, Barbara Britton     | William Thomas   |
| To Each His Own                  | Só Resta Uma Lágrima    | Lágrimas de Mãe                 | Olivia de Havilland, Roland Culver | Mitchell Leisen  |
| Two Years Before the Mast        | A Hiena dos Mares       | A Hiena dos Mares               | Alan Ladd, Brian Donlevy           | John Farrow      |
| The Virginian                    | Suprema Decisão         |                                 | Joel McCrea, Brian Donlevy         | Stuart Gilmore   |
| The Well-Groomed Bride           | Champagne Para Dois     |                                 | Olivia de Havilland, Ray Milland   | Sidney Lanfield  |